# Kobra przylądkowa
Kobra przylądkowa (Naja nivea) – gatunek jadowitego węża z rodziny zdradnicowatych (Elapidae). Występuje wyłącznie w Afryce Południowej – w Namibii, Botswanie, RPA, prawdopodobnie także w Lesotho.
Opis: długość od 1,5 do 1,8 m. Kolor bardzo zmienny od jednolicie żółtego do ciemnobrązowego z czarnymi cętkami.
Jad: jest równie toksyczny jak u mamby czarnej. Odpowiedzialna za większość zgonów spowodowanych przez węże w krajach Afryki Południowej.